# Adolf Klughardt
Adolf Flamin Klughardt (* 26. September 1886 in Neustadt an der Waldnaab; † 18. Juni 1950 in Jena) war ein deutscher Zahnmediziner und Geologe.

## Leben
Klughardt besuchte das Königliche Realgymnasium Würzburg und studierte Zahnmedizin an der Julius-Maximilians-Universität. 1906 wurde er Mitglied des Corps Makaria. Nach dem Examen promovierte er zum Dr. med. Als Assistenzarzt arbeitete er bei zwei Pionieren der Zahnmedizin, bei seinen Corpsbrüdern Andreas Michel in Würzburg und bei Christian Bruhn an der Düsseldorfer Akademie für Praktische Medizin. Er unternahm Studienreisen nach England, in die Niederlande, nach Schweden und in die Schweiz. Gleichzeitig betrieb er umfassende naturwissenschaftliche Studien. Seit 1913 habilitiert, wurde er 1914 bei Michel Leiter der Abteilung für Prothetik und Kieferorthopädie. Nachdem er zu Beginn des Ersten Weltkriegs das Kieferlazarett Würzburg geleitet hatte, meldete er sich 1915 zur Kriegsfront. Zuletzt leitete er das Kieferlazarett des VI. Armee-Korps.
Nach dem Zweitstudium der Geologie, Mineralogie, Petrographie, Paläontologie, Botanik und Geographie promovierte er 1915 an der Königlich Bayerischen Julius-Maximilians-Universität Würzburg (Referent: Jakob Beckenkamp) zum Dr. phil. 1919 erhielt er die Erlaubnis zum Studium der Medizin. 1920 promovierte er zum Dr. med. dent. Die Entwicklung und Spezialisierung der Zahnheilkunde in Jena veranlasste das Kulturministerium des Landes Thüringen im Jahre 1920, der Universität Jena zwei gleichgestellte Abteilungsleiter mit getrennten Arbeitsgebieten zu bewilligen. Am 1. April 1921 übernahm Klughardt den Lehrstuhl für Prothetik und Orthodontie. 1933 trat er der Einheitsfront der Zahnärzte bei, um sich dem nationalsozialistischen „Führerprinzip“ zu verpflichten, einem fundamentalen Prinzip des Faschismus der Zwischenkriegszeit und seiner Führerparteien. Im Zuge der Machtergreifung wurde er Förderndes Mitglied der SS, am 14. August 1937 beantragte er die Aufnahme in die NSDAP und wurde rückwirkend zum 1. Mai desselben Jahres aufgenommen (Mitgliedsnummer 4.869.802). Nach der bedingungslosen Kapitulation der Wehrmacht wurde er von der sowjetischen Besatzungsmacht in Weimar inhaftiert. Der Staatssicherheitsdienst der DDR führte ihn später als wissenschaftlichen Mitarbeiter. Sein Jagdschloss im Thüringer Wald blieb ihm erhalten.
1948 hatte Klughardt seine langjährige Assistentin Ruth Becker geheiratet, die als Sanitätsrätin noch 1985 die Klughardtsche Villa in Jena bewohnte.

## Schriften
- Die Lagerungsverhältnisse des Buntsandsteins und der übrigen Triasschichten bei Thüngersheim. Inaugural-Dissertation zur Erlangung der Doktorwürde der Hohen Philosophischen Fakultät der Kgl. Bayer. Julius-Maximilians-Universität Würzburg, Verlag von Curt Kabitzsch, Druck H. Stürtz A. G., 7 Abb., 3 Profile, 1 geologische Karte im Maßstab 1: 12500,105 S., Würzburg 1915
- Beobachtungen und Erfahrungen bei der Behandlung von Kieferbrüchen insbesondere bei der Feldbehandlung durch Kieferschussverletzungen. 2. Auflage. Berlin 1922
- Zahnärztliche Materialkunde. Leipzig 1922
- Festschrift zum 50jährigen Bestehen der Sektion Jena des Deutschen und Österreichischen Alpenvereins 1882–1932. Jena 1932